# Bramstaller
Der Bramstaller oder Schafkopf (2559 m s.l.m.) ist ein Berg in der Rieserfernergruppe in Südtirol.

## Lage und Umgebung
Der Bramstaller befindet sich im westlichen Teil der Rieserfernergruppe und ist Teil des Naturparks Rieserferner-Ahrn. Er stellt einen Eckpunkt im Südgrat der etwas weniger als zwei Kilometer entfernten Großen Windschar (3041 m) dar, von der er durch die Winterstallscharte (2472 m) getrennt ist. Im Süden und Osten wird der Bergstock des Bramstallers vom oberen Mühlbachtal eingerahmt, das vom Tauferer Tal bei Gais nach Nordosten abzweigt und dessen Hauptort Mühlbach üblicherweise als Ausgangspunkt einer Besteigung dient.

## Alpinismus
Der Bramstaller ist mit markierten Wanderwegen erschlossen. Ausgehend vom Mühlbachtal ist der Gipfel auf zwei verschiedenen Routen zu erreichen, was eine recht einfache Überschreitung des Gipfels ermöglicht. Zum einen gelangt man über die Winterstaller Alm in das Tal nordwestlich des Gipfels, das von Westen zur Winterstallscharte leitet. Über diese kann man ebenfalls zum Gipfel gelangen, der markierte Weg führt aber nicht zur Scharte, sondern wendet sich nach Süden, wo man den Südwestrücken des Bramstallers erreicht und über diesen ohne Schwierigkeiten auf den Gipfel gelangt. Alternativ kann man von der Oberwanger Alm (auch Heißalm, 2073 m) weiter oben im Mühlbachtal in Richtung Westen zur Winterstallscharte gelangen und über den kurzen Nordgrat auf den Gipfel. Auch diese Route weist keine nennenswerten Schwierigkeiten auf. Die Gesamtgehzeit vom Parkplatz am Beginn des Mühlbacher Tals (1550 m) beträgt etwa 4½ Stunden.
Die Besteigung des Bramstallers über die Oberwanger Alm und Winterstallscharte ist auch im Rahmen einer mäßig schwierigen Skitour möglich, der Zeitbedarf für den Aufstieg beträgt dabei etwa 3½ Stunden.